# Enginyeria biomèdica

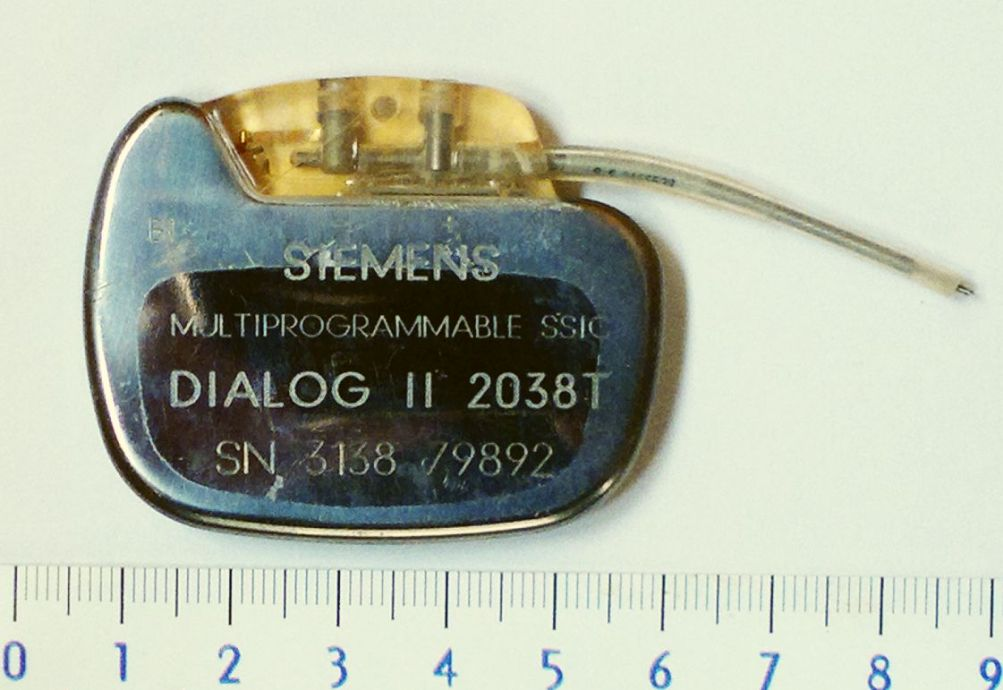
Marcapassos programable Siemens Dialog II, sense elèctrode, de mitjan anys 1990. Els marcapassos són un dels ginys desenvolupats i millorats per l'enginyeria biomèdica.

L'enginyeria biomèdica és el resultat de l'aplicació dels principis i tècniques de l'enginyeria al camp de la biologia i medicina. Es dedica fonamentalment al disseny i construcció de productes sanitaris i tecnologies sanitàries com ara els equips mèdics, les pròtesis, dispositius mèdics, dispositius de diagnòstic (imagenología mèdica) i de teràpia, i ha esdevingut una activitat socioeconòmica estratègica amb gran impacte a la medicina moderna. També intervé en la gestió o administració dels recursos tècnics lligats a un sistema d'hospitals. Combina l'experiència de l'enginyeria amb les necessitats mèdiques per obtenir beneficis en la cura de la salut. El cultiu de teixits, el mateix que la producció de determinats fàrmacs, solen considerar-se part de la bioenginyeria. Encara que la major part dels enginyers biomèdics treballa en el camp de la salut humana, també treballen en el desenvolupament de solucions tecnològiques per a l'ús en medicina veterinària, i la biologia en general.
L'enginyeria biomèdica ha sorgit recentment com a estudi propi, en comparació amb molts altres camps de l'enginyeria. Aquesta evolució és comuna com una nova transició de camp de ser una especialització interdisciplinarietat entre camps ja establerts a ser considerat un camp en si mateix. Gran part del treball en enginyeria biomèdica consisteix en investigació i desenvolupament, que abasta una àmplia gamma de subcamps (veure més avall). Les aplicacions d'enginyeria biomèdica destacades inclouen el desenvolupament de pròtesi biocompatibles, diversos dispositius mèdics de diagnòstic i terapèutics que van des d'equips clínics fins a microimplants, equips d'imatges comuns com IRMs i EKG/ECG, creixement de teixits regeneratius, drogues farmacèutiques i productes biològics terapèutics.

## Especialitzacions
L'enginyeria biomèdica inclou diverses especialitzacions com la bioinformàtica, biomecànica, biomaterials, òptica biomèdica, enginyeria de teixits, enginyeria genètica, enginyeria neural, enginyeria farmacèutica, el disseny deproductes sanitaris, enginyeria clínica i enginyeria de la rehabilitació.

### Bioinformàtica

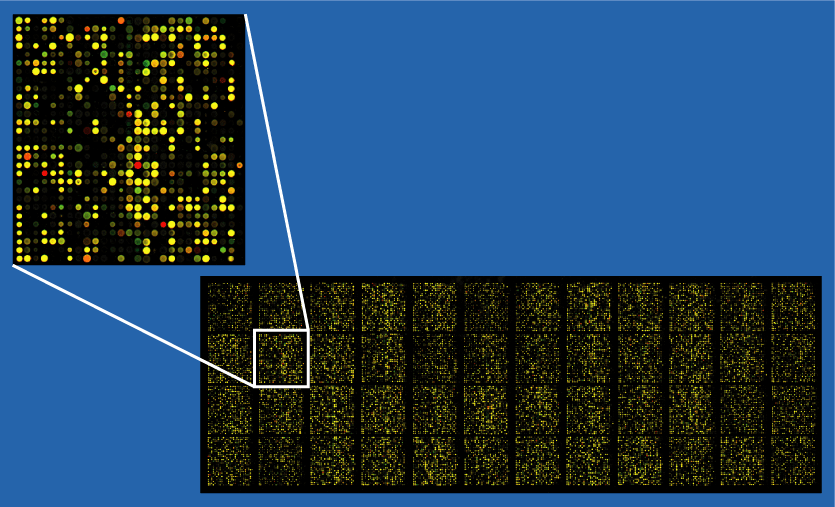
Exemple d'un microarray d'olig tacat amb aproximadament 40.000 sondes amb un requadre ampliat per mostrar-ne els detalls.

La bioinformàtica és un camp interdisciplinari que desenvolupa mètodes i eines de programari per comprendre dades biològiques. Com a camp interdisciplinari de la ciència, la bioinformàtica combina la informàtica, l'estadística, les matemàtiques i l'enginyeria per analitzar i interpretar dades biològiques.
La bioinformàtica es considera tant un terme general per al conjunt d'estudis biològics que utilitzen la programació informàtica com a part de la seva metodologia, com una referència a "canonades" d'anàlisis específiques que s'utilitzen repetidament, en particular al camp de la genòmica. Els usos comuns de la bioinformàtica inclouen la identificació de gens i nucleòtids candidats (SNP). Sovint aquesta identificació es realitza amb l'objectiu de comprendre millor la base genètica de la malaltia, les adaptacions úniques, les propietats desitjables (especialment en espècies agrícoles) o les diferències entre poblacions. D'una manera menys formal, la bioinformàtica també intenta comprendre els principis organitzatius dins de les seqüències d'àcids nucleics i proteïnes.

### Biomecànica

Un ribosoma és una màquina biològica que utilitza dinàmica de proteïnes

La biomecànica és l'estudi de l'estructura i la funció dels aspectes mecànics dels sistemes biològics, en qualsevol nivell, des d'organismes complets fins a òrgans, cèl·lules i orgànuls cel·lulars, utilitzant els mètodes de mecànica.

### Biomaterial
Un biomaterial és qualsevol matèria, superfície o construcció que interactua amb els sistemes vius. Com a ciència, els biomaterials tenen uns cinquanta anys. L'estudi dels biomaterials s'anomena ciència de biomaterials o enginyeria de biomaterials. Ha experimentat un creixement constant i fort al llarg de la història, amb moltes empreses invertint grans quantitats de diners en el desenvolupament de nous productes. La ciència dels biomaterials inclou elements de la medicina, la biologia, la química, l'enginyeria de teixits i la ciència dels materials.

### Òptica biomèdica
L'òptica biomèdica fa referència a la interacció del teixit biològic i la llum, i com es pot aprofitar això per a la detecció, l'obtenció d'imatges i el tractament.

### Enginyeria de teixits
L'enginyeria de teixits, com l'enginyeria genètica, és un segment important de biotecnologia, que se superposa significativament amb el BME.
Un dels objectius de l'enginyeria de teixits és crear òrgans artificials (a través de material biològic) per a pacients que necessiten trasplantaments d'òrgans. Actualment, els enginyers biomèdics estan investigant mètodes per crear aquests òrgans. Els investigadors han desenvolupat sòlides mandíbules i tràquees de cèl·lules mare humanes per a aquest fi. Diverses bufetes urinàries artificials s'han cultivat en laboratoris i s'han trasplantat amb èxit a pacients humans. Els òrgans bioartificials, que utilitzen components sintètics i biològics, també són una àrea d'interès en la investigació, com els dispositius d'assistència hepàtica que utilitzen cèl·lules hepàtiques dins d'un bioreactor artificial.

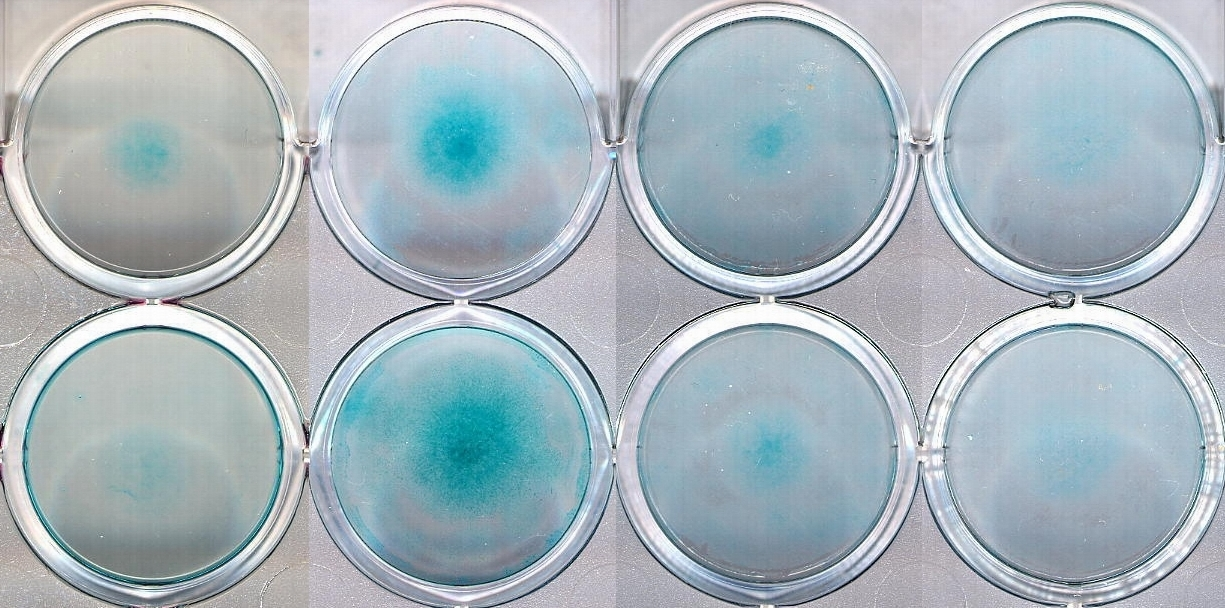
Cultius en micromassa de cèl·lules C3H-10T1/2 a tensions d'oxigen variades tenyides amb blau alcià.

## Instrumentació biomèdica
Per instrumentació biomèdica s'entén que és el conjunt d'aparells de mesura o mapeig de qualsevol variable o variable d'interès en el camp de la biologia o de les ciències de la salut. Els instruments biomèdics es desenvolupen per satisfer una necessitat o, en altres paraules, per resoldre un problema. Aquest problema l'ha de definir l'usuari o els usuaris de l'instrument, tracteu-vos d'un problema clínic, de recerca o industrial.

### Instruments biomèdics
- Ecògraf - Mapa bi- i tridimensional de propietats mecàniques generat per ultrasons
- Raigs X - Mapa bidimensional de densitat
- Ressonància magnètica - Mapa bi- i tridimensional de concentració atòmica
- Termòmetre- Temperatura
- Electrofisiògrafs - Biopotencials (EEG - cerebrals, ECG - cardíacs, EMG - musculars)

- Bàscules - Pes
- Dosímetre- Dosi de radiació
- Tonòmetre Tonòmetre- Pressió relativa
- Manòmetre Manòmetres- Pressió relativa

## Robòtica en Medicina
L'enginyeria Biomèdica posseeix un gran camp d'acció en l'ús de la robòtica orientada a la biologia (humana i animal) i la medicina, entre les quals les pròtesis i ortesis l'ús de les quals s'enfoca en persones amb dificultats motores així com en l'ús militar. Un altre ús important està en el camp de la cirurgia mínimament invasiva, on els robots poden potenciar les capacitats i habilitats del cirurgià, així com oferir una opció mínimament invasiva en procediments de major complexitat quirúrgica.

## Formació
La formació bàsica en enginyeria biomèdica s'aconsegueix a partir d'estudis de grau.

## Camps d'acció

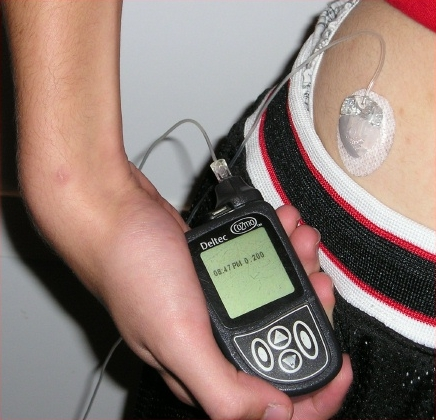
Una bomba per a la injecció subcutània contínua d'insulina, un exemple d'enginyeria biomèdica basada en l'aplicació d'enginyeria electrònica en un dispositiu mèdic.

En els seus inicis, aquesta disciplina va estar lligada fonamentalment a l'aplicació de tècniques d'enginyeria elèctrica i electrònica per a la construcció d'equips mèdics (instrumentació mèdica), així com al disseny de pròtesis i ortesis (biomecànica i rehabilitació). Posteriorment, una part molt important de les aplicacions de l'enginyeria a la medicina va ser la instrumentació per adquirir imatges del cos humà (imagenologia mèdica). A partir del desenvolupament dels ordinadors, la importància de la instrumentació va anar disminuint, mentre que el processament dels senyals adquirits va cobrar més ímpetu pel fet que va ser possible obtenir informació addicional a partir dels senyals que la instrumentació proporcionava, i que no era visible directament a partir dels traços purs (processament de senyals biomèdics). En l'actualitat la disciplina està lligada també a altres com la genòmica i proteòmica (biologia computacional). Hi ha les especialitats en enginyeria clínica.

## Història
Hi ha autors que indiquen que existeix l'enginyeria biomèdica des que es van aplicar remeis a problemes particulars de l'individu com una pròtesi del dit gros del peu, que es va descobrir en una tomba egípcia, amb una antiguitat de més de 3.000 anys. Altres autors esmenten els dibuixos anatòmics de Leonardo Da Vinci i les seves aproximacions a braços de palanca o els treballs de Luigi Galvani i de Lord Kelvin sobre la conducció elèctrica en els éssers vius. Tot i això, el desenvolupament de la instrumentació elèctrica i electrònica va produir una explosió de resultats i es pot considerar com un dels orígens més propers de l'enginyeria biomèdica. Això es va donar principalment entre els anys de 1890 i 1930.
Exemples d'això són els dissenys per al registre de senyals electrofisiològics, començant pels registres d'A. D. Waller en cors d'humans (1887), el refinament de la tècnica per part de W. Einthoven en desenvolupar un galvanòmetre de corda (1901) i l'aplicació d'aquest al registre de senyals electroencefalogràfiques en humans per part de Hans Berger (1924). La instrumentació electrònica a partir de tubs de buit es va emprar per E. Lovett Garceau per amplificar aquests senyals elèctrics i el primer sistema d'electroencefalògraf comercial de tres canals va ser construït per Albert Grass el 1935.
Un altre exemple és el desenvolupament de la instrumentació a imagenologia. Des del descobriment dels Rajos-X per Wilhelm Conrad Röntgen, en 1895, fins a la seva primera aplicació en biomedicina va passar una setmana. Des de 1896, Siemens i General Electric ja venien aquests sistemes. Actualment, els nous desenvolupaments en imatgeologia han pres molt més temps per aconseguir la seva aplicació clínica. El principi de ressonància magnètica es va descobrir el 1946, però no va ser sinó fins a 30 anys després quan es va poder desenvolupar un sistema per a ús en humans.